# Angela Cartwright
Pour les articles homonymes, voir Cartwright.
Angela Cartwright est une actrice britannique née le 9 septembre 1952 à Altrincham.

## Filmographie

### Cinéma
- 1956 : Marqué par la haine (Somebody Up There Likes Me) : Audrey (à 3 ans)
- 1957 : Le Carnaval des dieux (Something of Value) : Caroline
- 1962 : Lad, mon fidèle ami (Lad: A Dog) : Angela
- 1965 : La Mélodie du bonheur (The Sound of Music) : Brigitta von Trapp
- 1979 : Le Dernier Secret du Poseidon (Beyond the Poseidon Adventure) : Theresa Mazzetti
- 1998 : Perdus dans l'espace (Lost in Space) : Reporter #2

### Télévision
- 1957 - 1965 : Make Room for Daddy (Série TV) : Linda Williams
- 1958 : Whirlybirds (Série TV) : Susan Davis
- 1960 : Shirley Temple's Storybook (en) (Série TV) : Jane
- 1960-1961 : Alfred Hitchcock présente (Série TV) : Irenne Wellington / Lettie
- 1965 - 1968 : Perdus dans l'espace (Lost in Space) : Penny Robinson
- 1965 et 1969 : My Three Sons (Série TV) : Alice Vail / Debbie Hunter
- 1967 : The Danny Thomas Hour (Série TV) : Linda Williams
- 1969 : U.M.C. (Téléfilm) : Angela
- 1969 : Médecins d'aujourd'hui (Medical Center) (Série TV) : angela
- 1970 - 1971 : Make Room for Granddaddy (Série TV) : Linda Williams
- 1971 : Adam-12 (Série TV) : Cindy Williams
- 1972 : Room 222 (Série TV) : Phyllis
- 1975 : Mr. & Ms. and the Magic Studio Mystery (Téléfilm) : Sally
- 1977 : L'âge de cristal (Logan's Run) (Série TV) : Karen
- 1980 : Scout's Honor (Téléfilm) : Alfredo's Mom
- 1982 : La croisière s'amuse (The Love Boat) (Série TV) : Yanne
- 1983 : High School U.S.A. (téléfilm) : Miss D'Angelo
- 1985 : Supercopter (Airwolf) (Série TV) : Mme Cranovich
- 2019 : Perdus dans l'espace (Lost In Space) (Série TV) : Sheila Harris
- 2021 : Idol Chat (Série TV) : Une invitée